# Aya Ōmasa
Aya Ōmasa (大政絢?, Ōmasa Aya; Takikawa, 4 febbraio 1991) è un'attrice e modella giapponese, lavora per la Stardust Promotion.
Inizia la sua carriera all'interno del mondo dello spettacolo a partire dalla metà degli anni 2000 e da allora partecipa in ruoli sempre più di rilievo a numerosi dorama e film.
Si è fatta notare soprattutto per le interpretazioni date prima in Mei-chan no Shitsuji, adattamento live action della serie manga Mei-chan's Butler, e poi in Buzzer Beat con Yamapi e soprattutto nel dorama tratto da Perfect Girl Evolution dal titolo Yamato Nadeshiko shichi henge dov'è la protagonista a fianco di Kazuya Kamenashi.

## Filmografia

### Televisione
- 2015: Algernon ni hanataba o - Mai Koide (TBS)
- 2014: Suikyū yankīsu (Fuji TV)
- 2014: Night Teacher: Yoru no Sensei - Runa Uena (TBS)
- 2013: Kamen Teacher: Kamen Ticha - Miki Ichimura (NTV)
- 2013: Vampire Heaven - Sakurako (TV Tokyo)
- 2013: Undercover Agent Lizard: Sennuu Tantei Tokage - Mizuki Nagata (TBS)
- 2012: Resident: Story of 5 Interns: Resident 5-nin no Kenshui - Hinako Koiwai (TBS)
- 2012: Mikeneko Holmes no Suiri - Harumi Katayama (NTV)
- 2012: The Holy Monsters: Seinaru Kaibutsutachi - Yoko Hirai (TV Asahi)
- 2012: Strawberry Night: Sutoroberi Naito - Miki Shimosaka (Fuji TV)
- 2011: Paradise Kiss: After School - Miwako Sakurada (Lismo Channel)
- 2011: Brilliant Thieves Royale: Kaito Royale - Karen Katagiri (TBS)
- 2011: Rokudenashi Blues - Chiaki Nanase (NTV)
- 2011: Misaki Number One! - Yui Sakurai (NTV)
- 2010: Yamato Nadeshiko shichi henge (serie televisiva) - Sunako Nakahara (TBS)
- 2010: Beautiful Love (BeeTV)
- 2009: Buzzer Beat (Fuji TV)
- 2009: Mei-chan no shitsuji - Kayama Rika (Fuji TV)
- 2008: Taiyō to umi no kyōshitsu - Tsugihara Yukino (Fuji TV)
- 2008: Pocky 4 Sisters - Aya Kidokoro (BS-i)
- 2008: 81diver: Hachi-One Diver (Fuji TV)
- 2008: Homeroom on the Beachside: Taiyou to Umi no Kyoushitsu (Fuji TV)
- 2007: Hana yori dango 2 (TBS)
- 2007: Keitai Deka Zenigata Kai - Zenigata Kai (BS-i)

### Cinema
- Kamen Teacher The Movie: Gekijoban Kamen Ticha - Miki Ichimura (2014)
- Chat Noir Lucy: Kuro Neko Rushi - Nagisa Satonaka (2012)
- Paradise Kiss (film) - Miwako Sakurada (2011)
- Keitai Deka 3 the Movie: Morining Musume Kyushutsu Daisakusen Pandora no Hako no Himitsu (2011)
- A Liar and a Broken Girl: Usotsuki Mi-kun to Kowareta Ma-chan - Ma-chan (2011)
- New Type: Just For Your Love (2008)
- Topless - Kana (2008)